# NGC 422
NGC 422 је расејано звездано јато у сазвежђу Тукан које се налази на NGC листи објеката дубоког неба.
Деклинација објекта је - 71° 46' 0" а ректасцензија 1h 9m 25,4s. Привидна величина (магнитуда) објекта NGC 422 износи 13,4. NGC 422 је још познат и под ознакама ESO 51-SC22.